# Place du Guatemala
La place du Guatemala est une place du 8e arrondissement de Paris.

## Situation et accès
Elle est située au carrefour du boulevard Malesherbes et de la rue de la Bienfaisance. Elle occupe l'espace situé à l'arrière gauche de l'église Saint-Augustin.
Le quartier est desservi par la ligne 9 à la station Saint-Augustin.

## Origine du nom
Elle porte le nom du pays d'Amérique centrale, le Guatemala.

## Historique
La place prit sa dénomination actuelle en 1967.

## Bâtiments remarquables et lieux de mémoire
Une statue élevée en 1902 sur souscription nationale rendant hommage à Jules Simon (1814-1896) et due au sculpteur Denys Puech se trouve sur la place. Elle était érigée auparavant face au no 7, place de la Madeleine. Elle a été transférée en 1933.